# Rahim Jaffer
Rahim Jaffer (ourdou : رحيم جعفر), né le 15 décembre 1971 est un homme politique canadien, député à la Chambre des communes du Canada où il représente la circonscription albertaine de Edmonton—Strathcona sous la bannière du Parti conservateur du Canada. 

## Biographie
Né à Kampala, en Ouganda, et d'origine pakistanaise, il fut d'abord élu en tant que député du Parti réformiste, siégeant subséquemment comme membre de l'Alliance canadienne, puis du Parti conservateur lorsque celui-ci fut formé par la fusion de l'Alliance avec le Parti progressiste-conservateur du Canada. Jaffer est un musulman ismaélien et était le seul député fédéral musulman de 2000 à 2004. Il est diplômé de l'Université d'Ottawa et est couramment bilingue[Quoi ?].